# Uhrojidy
Uhrojidy (ukr. Угроїди) – wieś na Ukrainie, w obwodzie sumskim, w rejonie sumskim, w hromadzie Krasnopilla. W 2001 liczyła 2352 mieszkańców.

## Urodzeni
- Tetiana Antypenko – ukraińska biegaczka narciarska.